# Ponte Cesures
Ponte Cesures (em galego, Pontecesures; em espanhol, Puentecesures) é um município (concello em galego) da província de Pontevedra, Galiza, no noroeste de Espanha. Pertence à comarca de Caldas, tem 6,7 km² de área e em 2021 a população do município era de 3 081 habitantes (densidade: 459,9 hab./km²).

## Geografia
A vila encontra-se na margem esquerda do rio Ulla, separada de Padrón pelo rio, 2 km a norte de Valga, 36 km a norte de Pontevedra e 25 km a sudoeste de Santiago de Compostela (distâncias por estrada). É atravessada pelo Caminho Português de Santiago e pela estrada N-550, um dos principais eixos rodoviários da Galiza.
O concelho foi criado em 1930; até então a única paróquia civil do concelho fazia parte do município de Valga.

### Demografia
| 1991  | 1996  | 2001  | 2004   | 2009  | 2021  |
| 2 794 | 2 881 | 290   | 3 028  | 3 145 | 3 081 |
|       | 3,1%  | 89,9% | 944,1% | 3,9%  | 2%    |

## História
Pontecesures nasceu a partir de um povoado que se desenvolveu após a construção de uma ponte romana sobre o rio Ulla, o qual é navegável até ali. No passado o seu porto teve uma grande importância. No local onde hoje se encontra o cais de carga existiu um porto romano, do qual se encontraram dois pontões enterrados, de carvalho e com encaixes em "cauda de milhafre". Foram também descobertas grandes quantidades de cerâmica e moedas romanas, desde Tibério (r. 14–37 d.C.) até Constantino III (r. 407–411).
No século XII, Diego Gelmires, bispo da catedral de Santiago, utiliza a mesma zona do rio para criar um estaleiro, onde foram construídos três navios sob a direção do mestre carpinteiro Paolo de Nápoles, destinados a combater os piratas berberescos que se tinham estabelecido nas ilhas Ons, à entrada da ria de Pontevedra. Os piratas causavam grandes estragos aos navios carregados com peregrinos que vinham de Inglaterra em peregrinação a Santiago. Posteriormente forma construídos mais dois navios. Esta frota participou depois, a pedido de Afonso VII, no ataque contra uma praça-forte muçulmana, que segundo o relato de Gelmires na “Historia Compostellana”, foi tomada porque o inimigo não esperava um ataque por mar.[a]
É durante esse ataque (a Coimbra?)[a] que um peregrino tem uma visão em Santiago de Compostela que deu origem à iconografia da imagem de Santiago Matamoros, até aí inexistente.
Essa força naval foi depois usada contra os navios normandos que arrasavam o litoral, saqueando-o e chegando a penetrar rio acima até Santiago e mesmo até Cebreiro, numa incursão que durou três anos e provocou grande instabilidade. A ação dos navios de Pontecesures foi tão decisiva que eliminou sociedade galega da ameaça dos normandos e berberescos desse tempo.
Gelmires reforçou também o Castelum Honestum (Torres do Oeste), em Catoira, onde tinha nascido, pois era filho do casteleiro. Ali foi instalada uma grande corrente de ferro que estendida entre as duas margens, impedia a passagem de embarcações para Pontecesures e Santiago de Compostela.
No reinado de Henrique IV (r. 1454–1474), Pontecesures continuava a ser o único porto de mercadorias em toda a ria de Arousa. Até ao século XVIII Pontecesures e Padrón estavam unidas administrativamente, o que só mudou com a reorganização provincial que passou a usar os rios como divisões políticas e Padrón passou a fazer parte da província da Corunha e Pontecesures à de Pontevedra, passando a depender de Valga. A importância do porto era tal que a vila era conhecida como porto de Compostela, pois a maior parte das mercadorias destinadas a Santiago de Compostela saíam de Pontecesures. Isso contribuiu para a criação de uma burguesia de comerciantes e industriais que impulsionaram a autonomia do município em 1925, deixando a tutela de Valga.
O porto teve também grande importância económica nos anos 1960 e 1970, pois era o centro de descarga dos barcos areeiros do ro Ulla, que transportavam a areia usada no setor de construção nessas décadas. O negócio da areia morreu na década de 1980, quando foi completada a dragagem do rio, a qual fez desaparecer as temíveis cheias do rio na curva da Insua ou da ponte, que alagava esta zona habitada, o mesmo se passando na Veiga da Foz, formada pela confluência do rio Sar com o Ulla, um pouco mais abaixo do porto romano, uma zona pantanosa de aluvião que só recentemente passou a ser habitado, após a normalização do curso do rio.

## Património

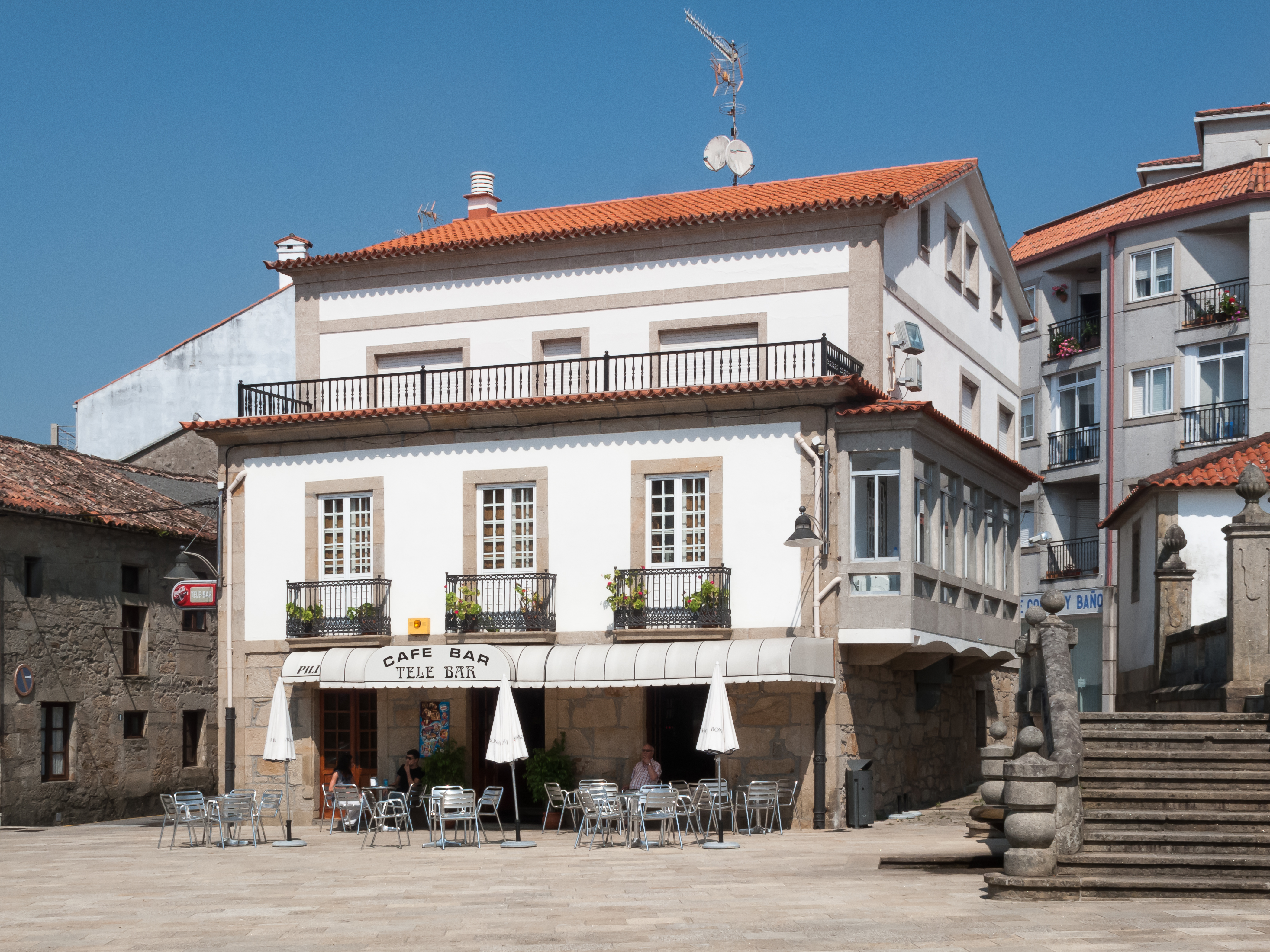

- Petróglifos — Nas imediações do antigo depósito de água encontram-se petróglifos que indicam os limites territoriais das tribos celtas locais. O local é também conhecido como Pedra de Serpes, pela combinação de círculos e labirintos com linhas serpentiformes.

Castros:
- Castro Cortinallas — Castro celta situado perto do bairro da Calera, junto ao rio.

- O Castro — Pequeno castro situado acima do bairro do Castro, que atualmente se encontra numa propriedade privada rodeada de um muro.

- Castro Valente — Situado no alto do monte do mesmo nome, é célebre porque teria resistido inflexivelmente ao ataque romano, no qual todos os seus habitantes se suicidaram.

- Castro Cessuris — Situado no local do antigo cemitério e da igreja de San Xulián.

Vestígios romanos:
- Estrada romana — O atual território de Pontecesures era percorrido de norte a sul pela estrada romana que se dirigia a Brigâncio (Corunha) e que atualmente se está debaixo do caminho que liga San Miguel de Valga aos bairros de Condide, Carreiras, Infesta, Castro, e San Xulian. Daí curvava e dirigia-se para a ponte de construção originalmente romana. Esta ponte foi destruída e reconstruída várias vezes, a primeira delas na época islâmica, no século VIII.[b] No século VIII a ponte foi muito modificada. A ponte ligava Pontecesures com Iria Flávia (atualmente uma das paróquias de Padrón) e atualmente faz parte da estrada nacional entre a Corunha e Vigo.

- Miliários e lápides — Perto da ermida foram encontrados duas lápides votivas dedicadas a lares (divindades domésticas) e a Júpiter, que atualmente estão em exposição no Museu Provincial de Pontevedra.

- Turris Augusti — Erigida por Júlio César após a submissão de Brigantiun, era uma torre situada entre o porto romano e o Castro Cortinallas; desapareceu completamente de dela não existem quaisquer vestígios.

Arquitetura religiosa:

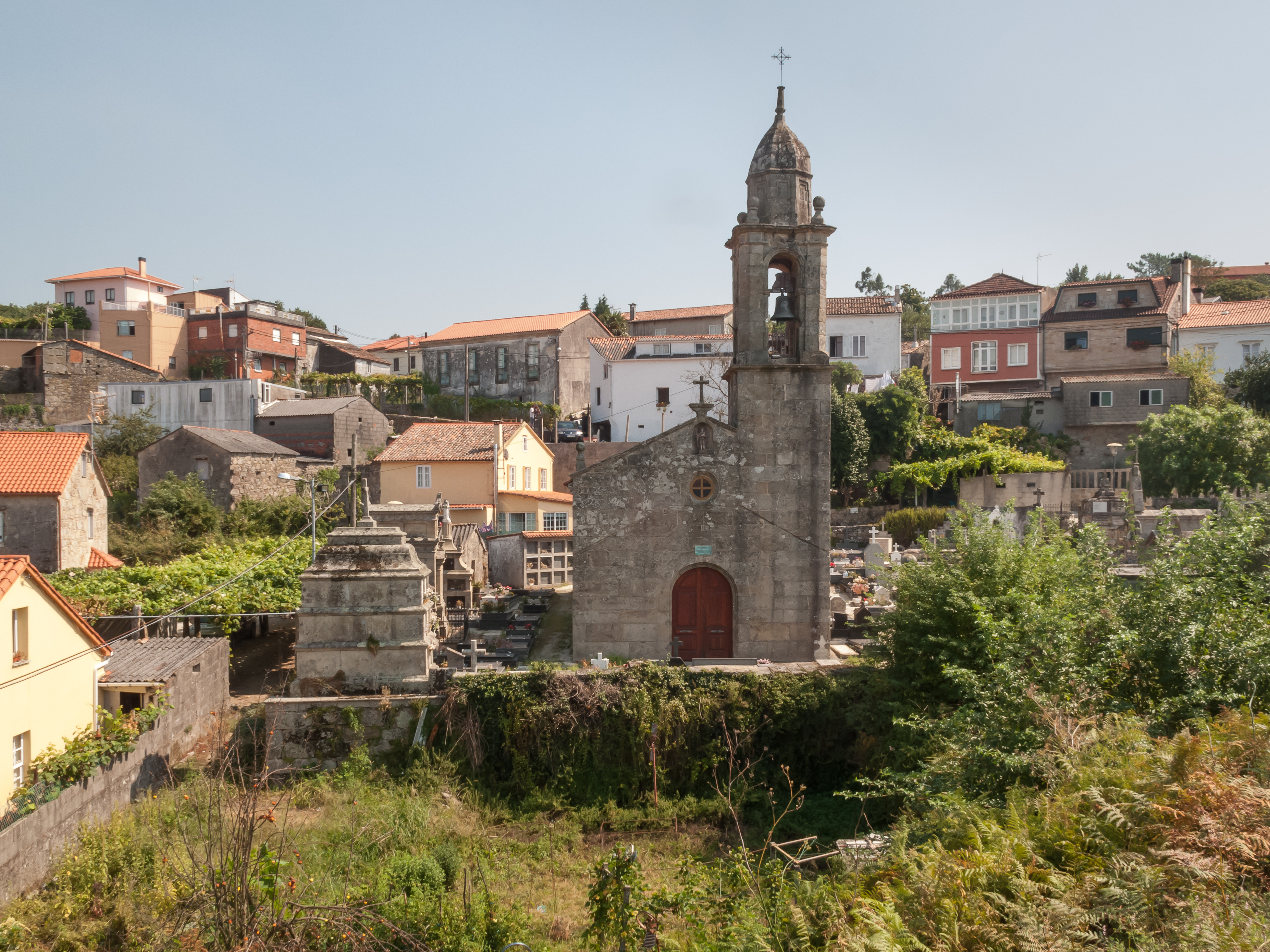
Capela românica de San Xulián

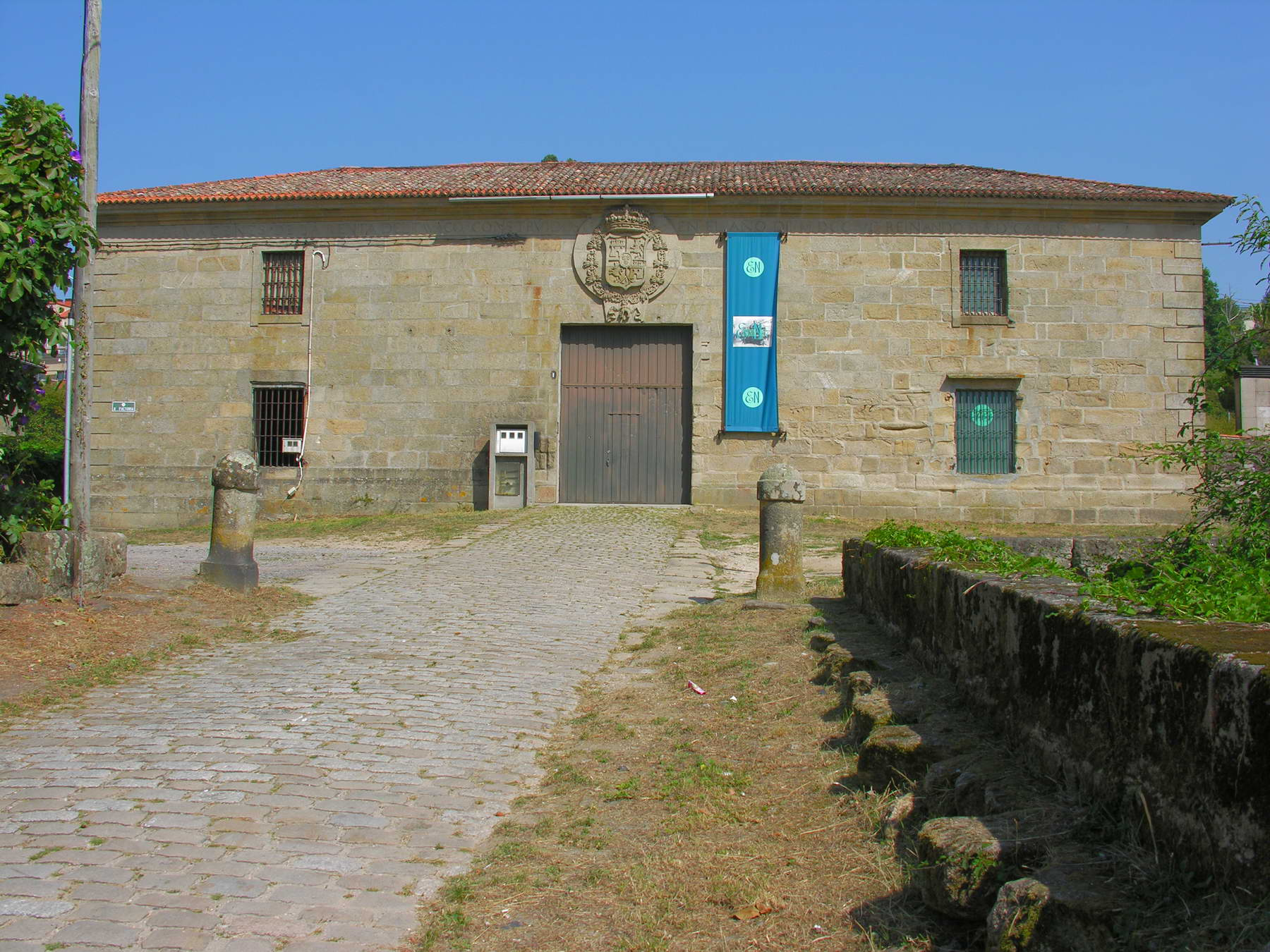
Armazém das rendas do tabaco

- Igreja de San Xulián de Requeixo — Mandada construir pelo arcebispo Gelmires no século XII, sobre uma construção anterior, num antigo castro celta. É uma obra de estilo românico, construída exteriormente em boa alvenaria. Nela se destaca a torre-campanário, que se ergue sobre a fachada, e os cachorros. O interior é retangularm com uma só nave.

- Cruzeiro da Obra Pia de São Lázaro — Construído no século XIV, atualmente encontra-se ao lado da estrada nacional, na estação de serviço da ponte.

- Cruceiro de Carreiras — Construído no século XIV.

Edifícios civis:
- Pazo de A Cova — Palacete brasonado do século XVIII, foi oferececido ao escritor já então ancião Ramón del Valle-Inclán para ali passar a sua velhice. O escritor começou por aceitar a oferta, mas recusou-a logo em seguida.

- Alfolí de Rentas del Tabaco — Armazém das rendas do tabaco erigido durante o reinado de Carlos IV (r. 1788–1808), ostenta um enorme escudo dos Bourbon. Situa-se ao lado da estação de comboio.

- La Malateria de San Loys — Antiga leprosaria, constituída por sete edifícios hoje desaparecidos, situados na atual Rua Nova, administrados pela Obra Pía de San Lázaro.

Património cultural:
- Foliada de Requeixo — Dança típica local, que se bailava entre três pares, ao ritmo de um muinheira lenta, com as mulheres mantendo na cabeça três doces (rosca, mollete e torta). Requeixo é a designação de um pão confecionado para os casamentos. Ainda é dançada por grupos de dança locais

- Festa da Lampreia — Realiza-se na última semana de abril. O rio Ulla é abundante em salmões e lampreias, peixes usados de muitas formas em diversas iguarias locais.

## Indústria
A empresa fabril Cerámica Artística Gallega foi fundada em Pontecesures por Eugenio Escuredo Lastra en 1925. Depois, já sob a direção de Ramón Dieguez Carles, mudou de nome para Cerámica Celta. Nela trabalharam alguns dos melhores artistas da sua época, como Francisco Asorey, José Jamardo Grela Peteiro, Carlos Maside, Victor García Lozano, Castelao, Oria Moreno, José María Acuña, Francisco Ferro, Antonio Fabeiro e Carlos Bóbeda. A Cerámica Celta foi recentemente relançada como empresa e reeditou as peças mais importantes da antiga produção.
Em 1939 a multinacional Nestlé estabeleceu em Pontecesures uma fábrica de produção de leite condensado, a qual foi o principal motor económico local durante muito tempo. Atualmente é única fábrica desse produto da marca em Espanha e uma das últimas em Espanha, com a distribuição da sua produção a chegar a locais tão longínquos como a Malásia e Singapura.